# Phantom Seer
Phantom Seer (仄見える少年, Honomieru Shōnen) est un shōnen  manga écrit par Gotō Tōgo et dessiné par Matsuura Kento. Il est prépublié du 31 août 2020 au 5 avril 2021 dans le Weekly Shōnen Jump, puis publié en volumes reliés par l'éditeur japonais Shūeisha. La version française sera éditée par Kazé en mars 2022.

## Synopsis
L'histoire suit Iori Katanagi, un chaman en manque de motivation... Cependant, en rencontrant Riku Aibetsu, il a peut-être une chance de retrouver un ennemi perdu depuis longtemps...

## Personnages
Iori Katanagi (片儺木伊織, Katanagi Iori)
Iori est démotivé, paresseux et odieux. Il déteste son travail de chaman et souhaite être normal, mais sa sœur le force à travailler. Cependant, au fond de lui, c'est une personne attentionnée, qui protège les gens, même si cela lui coûte la vie. Il a apprivoisé le fantôme Ongyoki, ce qui lui donne un pouvoir sur les ombres.
Riku Aibetsu (哀別理久, Aibetsu Riku)
Riku est une fille avenante. Au début, elle pensait avoir le sixième sens pour détecter le danger, alors qu'en réalité, elle attire les fantômes... Cependant, cela n'affaiblit pas sa détermination et elle commence même à s'entraîner pour devenir chamane afin de pouvoir aider les gens.
Yayoi Katanagi (片儺木夜生, Katanagi Yayoi)
Il s'agit de la grande sœur d'Iori. Elle est une puissante chamane et possède de multiples capacités, notamment la clairvoyance, la lecture des pensées et la capacité d'oblitérer les fantômes. Elle oblige souvent son frère à faire des travaux. On la voit souvent sourire et elle a une personnalité légèrement enjouée.
Kenma Oigawa (大井川研真, Ōigawa Kenma)
Kenma est un gentleman, respectueux et sérieux, tout le contraire d'Iori. Il veut qu'Iori prenne son travail plus au sérieux... Il a apprivoisé le Tengu, ce qui lui permet de manipuler les ondes sonores.
Chihiro Kurose (黒瀬千尋, Kurose Chihiro)
L'autoproclamé "Young Star of The Shaman World". Il est tape-à-l'œil et on le voit souvent flirter avec les femmes, mais il prend son travail de chaman au sérieux.

## Manga
Phantom Seer est scénarisé par Gotō Tōgo et dessiné par Matsuura Kento. La série débute sa prépublication dans le numéro 39 du magazine Weekly Shōnen Jump sorti le 31 août 2020 et se termine dans le numéro 17 du 5 avril 2021. L'éditeur Shūeisha publie les chapitres en  tankōbon et compte quatre volumes, avec un premier volume sorti le 4 décembre 2020 et le dernier paru le 2 juillet 2021. La version française sera éditée par Kazé avec un premier volume sorti le 2 mars 2022.

### Liste des volumes
| no | Japonais        | Japonais          | Français          | Français          |
| no | Date de sortie  | ISBN              | Date de sortie    | ISBN              |
| --- | --------------- | ----------------- | ----------------- | ----------------- |
| 1 | 4 décembre 2020 | 978-4-08-882515-1 | 2 mars 2022       | 978-2-820-34319-2 |
| Liste des chapitres : - Chapitre 1 : Le médium (霊感少年, Reikan Shōnen) - Chapitre 2 : Discret comme une ombre (影が薄い, Kage ga Usui) - Chapitre 3 : Le nom de famille (名前, Namae) - Chapitre 4 : Le spectre du miroir (鏡の霊怪, Kagami no Reikai) - Chapitre 5 : Le tengu-sitter (天狗シッター, Tengu Shittā) - Chapitre 6 : Comme chien et chat (二人の関係, Futari no Kankei) - Chapitre 7 : Visite à la résidence Tsukuyomi (月夜見邸訪問, Tsukuyomi-tei Hōmon) |                 |                   |                   |                   |
| 2 | 4 février 2021  | 978-4-08-882551-9 | 4 mai 2022        | 978-2-820-34320-8 |
| Liste des chapitres : - Chapitre 8 : Une fille déterminée (少女の決意, Shōjo no Ketsui) - Chapitre 9 : La disparition des aimants (招き手失踪事件, Manekite Shisō Jiken) - Chapitre 10 : La motivation d'Iori (伊織のやる気, Iori no Yaruki) - Chapitre 11 : Retrouvailles (暗穴の再会, Kura Ana no Saikai) - Chapitre 12 : A toi de jouer ! (任せた, Makaseta) - Chapitre 13 : Quitte ou double (勝敗, Shōhai) - Chapitre 14 : Tsumuji Komachi (小町つむじ, Komachi Tsumuji) - Chapitre 15 : La requête de Tsumuji (つむじの依頼, Tsumuji no Irai) - Chapitre 16 : L'hybridation (混成, Konsei)    |                 |                   |                   |                   |
| 3 | 30 avril 2021   | 978-4-08-882641-7 | 13 juillet 2022   | 978-2-82-034321-5 |
| Liste des chapitres : - Chapitre 17 : Quelque chose de spécial (特別になれたら, Tokubetsu ni Naretara) - Chapitre 18 : Jusqu'au bout (覚悟, Kakugo) - Chapitre 19 : Une vraie conversation (本当の会話, Hontō no Kaiwa) - Chapitre 20 : Un homme ordinaire (普通の人間が, Futsū no Ningen ga) - Chapitre 21 : Le déclencheur (禍機, Kaki) - Chapitre 22 : La maison de poupées (人形館, Ningyō-kan) - Chapitre 23 : Les poupées maléfiques (人形館の怪, Ningyō-kan no Kai) - Chapitre 24 : Au sous-sol (人形館・地下, Ningyō-kan・Chika) - Chapitre 25 : La marionnettiste (人形遣い, Ningyōtsukai) |                 |                   |                   |                   |
| 4 | 2 juillet 2021  | 978-4-08-882711-7 | 21 septembre 2022 | 978-2-82-034392-5 |
| Liste des chapitres : - Chapitre 26 : 天狗使いの戦い方 (Tengutsukai no Tatakai-kata) - Chapitre 27 : 人形と共に生きる少女 (Ningyō to Tomoniikiru Shōjo) - Chapitre 28 : 雪月風花 (Yukizuki Fūka) - Chapitre 29 : 戦える (Tatakaeru) - Chapitre 30 : 仄かに見えるもの (Honoka ni Mieru Mono) |                 |                   |                   |                   |

### Réception
En décembre 2020, le premier tome s'est bien vendu au Japon, ce qui a conduit à une réimpression.

### Œuvres
Édition japonaise
1. 1 2  (ja) « 仄見える少年（１） », sur Shūeisha (consulté le 1er juillet 2021).
2. 1 2  (ja) « 仄見える少年（２） », sur Shūeisha (consulté le 1er juillet 2021).
3. 1 2  (ja) « 仄見える少年（３） », sur Shūeisha (consulté le 1er juillet 2021).
4. 1 2  (ja) « 仄見える少年（４） », sur Shūeisha (consulté le 1er juillet 2021).

Édition japonaise
1. 1 2  « Phantom Seer T1 », sur manga-news.com (consulté le 11 janvier 2022).
2. 1 2  « Phantom Seer T2 », sur manga-news.com (consulté le 3 mars 2022).
3. 1 2  « Phantom Seer T3 », sur manga-news.com (consulté le 1er septembre 2022).
4. 1 2  « Phantom Seer T4 », sur manga-news.com (consulté le 1er septembre 2022).